# Jakkal Dinni, Manvi
Jakkal Dinni là một làng thuộc tehsil Manvi, huyện Raichur, bang Karnataka, Ấn Độ.